# Edinel Figueroa
Edinel Figueroa (Venezuela, 6 de febrero de 1971) es un ex-ciclista profesional venezolano.
Fue podio en la Vuelta al Táchira y disputó otras competiciones calendario de ciclismo internacional.

## Palmarés
1994
- 3º en Clasificación General Final Vuelta al Táchira   Venezuela

1996
- 993º en Clasificación General Final Ranking UCI  Italia

## Equipos
- 1994  Club Desurca